# Dogtown (Kalifornija)
Dogtown je naseljeno područje za statističke svrhe u američkoj saveznoj državi Kalifornija. Prema popisu stanovništva iz 2010. u njemu je živjelo 2,506 stanovnika.